# Фирстенберг (Везер)
Фирстенберг (њем. Fürstenberg) општина је у њемачкој савезној држави Доња Саксонија. Једно је од 32 општинска средишта округа Холцминден. Према процјени из 2010. у општини је живјело 1.195 становника. Посједује регионалну шифру (AGS) 3255014.

## Географски и демографски подаци
Фирстенберг се налази у савезној држави Доња Саксонија у округу Холцминден. Општина се налази на надморској висини од 200 метара. Површина општине износи 3,3 km². У самом мјесту је, према процјени из 2010. године, живјело 1.195 становника. Просјечна густина становништва износи 367 становника/km².